# Čabranka
La Čabranka è un piccolo fiume al confine tra la Slovenia e la Croazia.
È lungo 17,5 km ed è un affluente sinistro del fiume Kupa (in sloveno Kolpa). La sua sorgente si trova appena ad ovest dell'insediamento di Podplanina nel comune di Loški Potok nella Slovenia meridionale e poco a nord del villaggio croato di Čabar, da cui prende il nome. Sfocia nel Kupa a Osilnica.
L'intero bacino idrografico della Čabranka è principalmente tagliato in strati di arenaria e scisto qui ben sviluppati, a seguito dei quali i suoi affluenti formano una fitta rete. Alcune delle sorgenti appartenenti al sistema fluviale scaturiscono direttamente da questi strati, altre però provengono dalle aree carsiche occidentali prima di scorrere sugli strati arenario scistosi del bacino idrografico del fiume.